# Cerbul de Aur

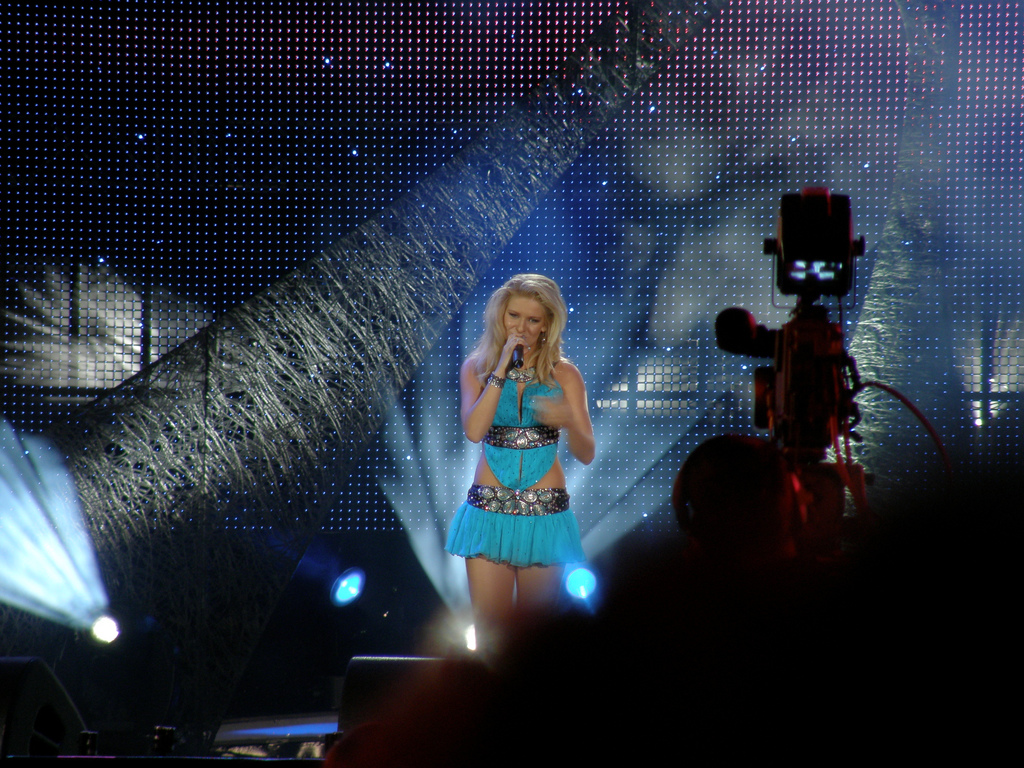
Alexa från Moldavien deltog i festivalen 2008.

Cerbul de Aur (på engelska kallad Golden Stag Festival) är en årlig musikfestival som hålls i Brașov, Rumänien. Den har med vissa uppehåll arrangerats sedan 1968 och många internationella artister har medverkat. Festivalen innehåller ett tävlingsmoment där en vinnare utses. Tidigare var staden Braşov och landets kulturministerium medarrangörer, men sedan dessa har dragit sig ur arrangeras festivalen numera enbart av rumänska televisionen, Televiziunea Română. Festivalen hölls förr på sommaren, men äger numera rum på hösten.
Festivalens namn är rumänska för "gyllene hjorten", som är titeln på en rumänsk folksaga. Den påminner lite om Hans och Greta. Två barn blir övergivna i skogen och småningom blir pojken förvandlad till en gyllene hjort, som lyckas rädda sin syster. En gyllene hjort ingår också festivalens logotyp.
1971 års vinnare var svenska Ann-Louise Hanson. Svenska Biondo kom tvåa 2008 med sången Shine.
1990, 1991, 2006 och 2007 hölls ingen festival.